# Albert Küchler
Albert Küchler, né le 2 mai 1803 et mort le 16 février 1886, est un peintre danois associé à l'âge d'or danois. Il a surtout peint des peintures de genre et des portraits. Il était très estimé par ses contemporains, mais est peu connu aujourd'hui.